# Basketball-Weltmeisterschaft der Damen 1964
Die Basketball-Weltmeisterschaft der Damen 1964 (offiziell: World Championship for Women 1964) war die vierte Basketball-Weltmeisterschaft der Frauen. Das ursprünglich für 1963 geplante Turnier verzögerte sich mehrfach, da Spielstätten noch nicht fertiggestellt waren. Erst vom 18. April bis 4. Mai 1964 konnte Perus erste Basketball-Weltmeisterschaft für Frauen stattfinden.
Dreizehn Nationalmannschaften nahmen unter der Schirmherrschaft des Weltbasketballverbandes FIBA an dem Turnier teil. Die Sowjetunion verteidigte ihren Titel von 1959. Silber gewann die Tschechoslowakei und Bronze ging an Bulgarien.

## Spielorte
Die Austragungsorte der Spiele befanden sich in den Städten Lima, Arequipa, Chiclayo, Tacna und Iquitos. Obwohl die peruanischen Frauen letztendlich kein Spiel gewinnen konnten, war das Turnier ein nationales Highlight und insbesondere die Spiele in Lima sollen mit großer Zuschauerresonanz einhergegangen sein (obwohl genaue Zahlen fehlen).
| Arequipa |

| Tacna |

| Chiclayo |

| Lima |

| Iquitos |

## Vorrunde
In der Vorrunde wurden die Mannschaften  (mit Ausnahme des Gastgebers Peru) in drei Gruppen zu je vier Mannschaften aufgeteilt. Die beiden besten Teams aus jeder Gruppe zogen in die Finalrunde ein. Gastgeber Peru zog direkt in die Finalrunde ein.

### Gruppe A
| Platz | Team             | Sp. | S | N | Korbpunkte | Diff. | Punkte |
| ----- | ---------------- | --- | - | - | ---------- | ----- | ------ |
| 1.    | Tschechoslowakei | 3   | 3 | 0 | 223:171    | +52   | 6      |
| 2.    | Jugoslawien      | 3   | 2 | 1 | 186:178    | +8    | 5      |
| 3.    | Südkorea         | 3   | 1 | 2 | 216:195    | +21   | 4      |
| 4.    | Argentinien      | 3   | 0 | 3 | 156:237    | −81   | 3      |

### Gruppe B
| Platz | Team               | Sp. | S | N | Korbpunkte | Diff. | Punkte |
| ----- | ------------------ | --- | - | - | ---------- | ----- | ------ |
| 1.    | Bulgarien          | 3   | 3 | 0 | 175:111    | +64   | 6      |
| 2.    | Vereinigte Staaten | 3   | 2 | 1 | 141:128    | +13   | 5      |
| 3.    | Frankreich         | 3   | 1 | 2 | 119:154    | −35   | 2      |
| 3.    | Paraguay           | 3   | 0 | 3 | 99:141     | −42   | 3      |

### Gruppe C
| Platz | Team        | Sp. | S | N | Korbpunkte | Diff. | Punkte |
| ----- | ----------- | --- | - | - | ---------- | ----- | ------ |
| 1.    | Sowjetunion | 3   | 3 | 0 | 245:117    | +128  | 6      |
| 2.    | Brasilien   | 3   | 2 | 1 | 208:165    | +43   | 5      |
| 3.    | Chile       | 3   | 1 | 2 | 159:224    | −65   | 4      |
| 4.    | Japan       | 3   | 0 | 3 | 144:250    | −106  | 3      |

## Platzierungsrunde
Die Mannschaften, die die Finalrunde nicht erreichten, spielten in der Platzierungsrunde im Rundenturnier-Modus die Plätze 8 bis 13 aus.
| Platz | Team        | Sp. | S | N | Korbpunkte | Diff. | Punkte |
| ----- | ----------- | --- | - | - | ---------- | ----- | ------ |
| 1.    | Südkorea    | 5   | 5 | 0 | 358:267    | +91   | 10     |
| 2.    | Japan       | 5   | 3 | 2 | 300:280    | +20   | 8      |
| 3.    | Frankreich  | 5   | 2 | 3 | 294:297    | −3    | 7      |
| 4.    | Chile       | 5   | 2 | 3 | 245:290    | −45   | 7      |
| 5.    | Paraguay    | 5   | 2 | 3 | 273:293    | −20   | 7      |
| 6.    | Argentinien | 5   | 1 | 4 | 286:329    | −43   | 6      |

## Finalrunde
In der Finalrunde spielten die sieben Mannschaften im Rundenturnier-Modus um die Weltmeisterschaft und die weiteren Plätze zwei bis sieben.
| Platz | Team               | Sp. | S | N | Korbpunkte | Diff. | Punkte |
| ----- | ------------------ | --- | - | - | ---------- | ----- | ------ |
| 1.    | Sowjetunion        | 6   | 6 | 0 | 436:260    | +176  | 12     |
| 2.    | Tschechoslowakei   | 6   | 5 | 1 | 378:287    | +91   | 11     |
| 3.    | Bulgarien          | 6   | 4 | 2 | 363:321    | +42   | 10     |
| 4.    | Vereinigte Staaten | 6   | 3 | 3 | 270:294    | −24   | 9      |
| 5.    | Brasilien          | 6   | 2 | 4 | 341:338    | +3    | 8      |
| 6.    | Jugoslawien        | 6   | 1 | 5 | 304:354    | −50   | 7      |
| 7.    | Peru               | 6   | 0 | 6 | 234:472    | −238  | 6      |

## Endstand
Der offizielle Endstand zum Abschluss des Turniers:
| Rang   | Team               | Bilanz | WM-Teilnahme |
| ------ | ------------------ | ------ | ------------ |
| Gold   | Sowjetunion        | 9:0    | 3.           |
| Silber | Tschechoslowakei   | 8:1    | 3.           |
| Bronze | Bulgarien          | 7:2    | 2.           |
| 4      | Vereinigte Staaten | 5:4    | 3.           |
| 5      | Brasilien          | 4:5    | 3.           |
| 6      | Jugoslawien        | 3:6    | 2.           |
| 7      | Peru               | 0:6    | 3.           |
| 8      | Südkorea           | 6:2    | 1.           |
| 9      | Japan              | 3:5    | 1.           |
| 10     | Frankreich         | 3:5    | 2.           |
| 11     | Chile              | 3:5    | 3.           |
| 12     | Paraguay           | 2:6    | 3.           |
| 13     | Argentinien        | 1:7    | 3.           |